# Leptogorgia virgulata
Leptogorgia virgulata is een zachte koraalsoort uit de familie Gorgoniidae. De koraalsoort komt uit het geslacht Leptogorgia. Leptogorgia virgulata werd in 1815 voor het eerst wetenschappelijk beschreven door Lamarck. Gemiddeld wordt de koraalsoort circa 20 centimeter groot met uitschieters tot 1 meter. De soort heeft geen skelet van calciumcarbonaat zoals andere soorten koralen, maar heeft een eigen inwendige structuur. De Leptogorgia virgulata komt voor tussen de Chesapeake Bay in het oosten van de Verenigde Staten tot aan de kusten van Brazilië.